# US Open de 1997
O US Open de 1997 foi um torneio de tênis disputado nas quadras duras do USTA Billie Jean King National Tennis Center, no Flushing Meadows-Corona Park, no distrito do Queens, em Nova York, nos Estados Unidos, entre 25 de agosto e 7 de setembro. Corresponde à 30ª edição da era aberta e à 117ª de todos os tempos.

## Finais

### Profissional
| Categoria | Evento    | Campeã(s)(o/ões)                | Vice-campeã(s)(o/ões)          | Resultado          | Chave(s)  | Chave(s)       |
| --------- | --------- | ------------------------------- | ------------------------------ | ------------------ | --------- | -------------- |
| Simples   | Masculino | Patrick Rafter                  | Greg Rusedski                  | 6–3, 6–2, 4–6, 7–5 | principal | qualificatório |
| Simples   | Feminino  | Martina Hingis                  | Venus Williams                 | 6–0, 6–4           | principal | qualificatório |
| Duplas    | Masculino | Yevgeny Kafelnikov Daniel Vacek | Jonas Björkman Nicklas Kulti   | 7–6, 6–3           | principal | principal      |
| Duplas    | Feminino  | Lindsay Davenport Jana Novotná  | Gigi Fernández Natalia Zvereva | 6–3, 6–4           | principal | principal      |
| Duplas    | Misto     | Manon Bollegraf Rick Leach      | Mercedes Paz Pablo Albano      | 3–6, 7–5, 7–63     | principal | principal      |

### Juvenil
| Categoria | Evento    | Campeã(s)(o/ões)                  | Vice-campeã(s)(o/ões)            | Resultado      | Chave(s)  | Chave(s)       |
| --------- | --------- | --------------------------------- | -------------------------------- | -------------- | --------- | -------------- |
| Simples   | Masculino | Arnaud Di Pasquale                | Wesley Whitehouse                | 6–7, 6–4, 6–1  | principal | qualificatório |
| Simples   | Feminino  | Cara Black                        | Kildine Chevalier                | 56–7, 6–1, 6–3 | principal | qualificatório |
| Duplas    | Masculino | Fernando González Nicolás Massú   | Jean-René Lisnard Michaël Llodra | 6–4, 6–4       | principal | principal      |
| Duplas    | Feminino  | Marissa Irvin Alexandra Stevenson | Cara Black Irina Selyutina       | 6–2, 7–6       | principal | principal      |